# 1947 في سوريا
فيما يلي قوائم الأحداث التي وقعت خلال عام 1947 في سوريا.

## كتب
من الكتب التي صدرت هذه السنة في سوريا:
- 1 يناير – في سبيل البعث من تأليف ميشيل عفلق.

## مواليد

### يناير
- 1 يناير – داود راجحة وزير الدفاع السوري الأسبق.

### يوليو
- 11 يوليو – جورج صبرا سياسي سوري.
- 11 يوليو – رياض عصمت دبلوماسي سوري.

## وفيات

### يونيو
- 1 يونيو – سعد الله الجابري (مواليد 1892) دبلوماسي سوري.